# Sur de Estados Unidos
La Región Sur de los Estados Unidos (Southern United States en inglés), también conocido como el sur estadounidense, Dixie, Dixieland, o simplemente el Sur, es una región de Estados Unidos. Se encuentra entre el océano Atlántico y la Costa Oeste de los Estados Unidos, con el medio oeste y el Nordeste de Estados Unidos al norte y el golfo de México, México y el Caribe al sur.
El Sur no coincide por completo con el sur geográfico de los Estados Unidos, pero se define comúnmente como la inclusión de los estados que lucharon por los Estados Confederados de América en la guerra de Secesión. El conocido como Sur profundo está ubicado completamente en la esquina sureste. Arizona y Nuevo México, que se encuentran geográficamente en la parte sur del país, rara vez se consideran parte, mientras que Virginia Occidental, que se separó de Virginia en 1863, comúnmente lo es. Algunos estudiosos han propuesto definiciones del Sur que no coinciden con los límites del estado. Mientras que los estados de Delaware y Maryland, así como el Distrito de Columbia, permitieron la esclavitud antes del comienzo de la guerra de Secesión, permanecieron con la Unión. Desde el Movimiento por los Derechos Civiles de la década de 1960, se volvieron más cultural, económica y políticamente alineados con los estados industriales del norte, y muchos residentes, empresas, instituciones públicas y organizaciones privadas a menudo los identifican como parte del Atlántico Medio o Nordeste, pero la Oficina del Censo de los Estados Unidos los coloca en el Sur.
Por lo general, el sur se define como la inclusión de los Estados Unidos suroriental y centro-sur. La región es conocida por su cultura e historia, habiendo desarrollado sus propias costumbres, estilos musicales y cocinas, que la han distinguido de alguna manera del resto de los Estados Unidos. El patrimonio étnico del sur es diverso e incluye fuertes componentes europeos (principalmente ingleses, escoceses, escoceses-irlandeses, irlandeses, alemanes, franceses e hispanoamericanos), africanos y algunos nativos americanos.
Algunos otros aspectos del desarrollo histórico y cultural del sur han sido influenciados por la institución del trabajo esclavo en las plantaciones en el Sur profundo a un punto visto mayor al resto de los Estados Unidos; la presencia de una gran proporción de afroamericanos en la población; apoyo a la doctrina de los derechos de los estados, y el legado de la tensión racial magnificado por la guerra civil y la Era de Reconstrucción, como se ve en miles de linchamientos (principalmente de 1880 a 1930), el sistema segregado de escuelas separadas e instalaciones públicas conocidas como «Leyes de Jim Crow», que duró hasta la década de 1960, y el uso generalizado de los impuestos de las encuestas y otros métodos para negar frecuentemente a las personas negras el derecho a votar o mantener el cargo hasta la década de 1960. Desde finales de la década de 1960, los afroamericanos han ocupado más oficinas en los estados del sur, especialmente en los estados costeros de Virginia y Carolina del Sur. Muchas personas afroamericanas también han sido elegidas o designadas como alcaldes y jefes de policía en las metrópolis de Charlotte, Birmingham, Columbia, Memphis, Houston, Atlanta y Nueva Orleans, y sirven tanto en el Congreso de los EE. UU. como en las legislaturas estatales.
Históricamente, el Sur dependió en gran medida de la agricultura, y era altamente rural hasta después de 1945. Desde entonces se ha vuelto más industrializado y urbano y ha atraído a emigrantes nacionales e internacionales. El sur de Estados Unidos se encuentra ahora entre las áreas de más rápido crecimiento en los Estados Unidos. Houston es la ciudad más grande del sur de los Estados Unidos. La investigación sociológica indica que la identidad colectiva del Sur proviene de una distinción política, demográfica y cultural del resto de los Estados Unidos. La región contiene casi todo el Cinturón de la Biblia, un área de alta asistencia a la iglesia protestante (especialmente iglesias evangélicas como la Convención Bautista del Sur) y una política predominantemente conservadora, influenciada por la religión. De hecho, los estudios han demostrado que los sureños son más conservadores que los no sureños en varias áreas, incluida la religión, la moralidad, las relaciones internacionales y las relaciones raciales. Esto es evidente tanto en las cifras de asistencia religiosa de la región como en el apoyo generalmente fuerte de la región al Partido Republicano en las elecciones políticas desde la década de 1960, y especialmente desde la década de 1990.

## Geografía
No existe una opinión unánime con respecto a la delimitación geográfica y la misma definición de Sur, y, tanto su delimitación como la propia definición del término, ha variado a lo largo del tiempo.
Si utilizamos la definición de la Oficina del Censo de los Estados Unidos, la Región Sur de los Estados Unidos incluye 16 estados (con un total de población estimado en 2006 de 109 083 752 habitantes) y se divide en 3 unidades menores, o divisiones: 
- Estados del Atlántico Sur (South Atlantic): Florida, Georgia, Carolina del Norte, Carolina del Sur, Virginia, Virginia Occidental, Maryland, y Delaware
- Estados del Centro Sudeste (East South Central): Alabama, Kentucky, Misisipi y Tennessee
- Estados del Centro Sudoeste (West South Central): Arkansas, Luisiana, Oklahoma y Texas

La definición popular del «Sur» es más informal y generalmente tiene que ver con aquellos estados que se separaron durante la Guerra Civil para formar los Estados Confederados de América. Aquellos estados comparten concordancias de historia y cultura que continúan hasta hoy en día. «Los estados fronterizos» de la Guerra Civil —expresamente Misuri, Kentucky, Maryland y Delaware aproximadamente forman la frontera norte del «Sur»—. Estos estados tienen una historia de estar a caballo entre la división Norte y la Sur, lo que quedó claro cuando estos estados se separaron durante la Guerra Civil aunque permitieran la esclavitud. Según el contexto, estos estados pueden o no ser considerados parte del Sur. Virginia Occidental es un caso único ya que se separó de Virginia por su negativa a unirse a la Confederación y retener un sentido de independencia; si es culturalmente parte del Sur otra vez depende del contexto y de que diferencia dibujamos entre los Apalaches y la cultura del Sur.
Ecológicamente, el Sur es una región enorme, diversa, que tiene numerosas zonas climáticas, incluyendo la templada, subtropical, tropical y árida. Muchos cultivos crecen fácilmente en sus tierras y se puede cultivar sin heladas durante al menos seis meses del año. Algunas partes del Sur, en particular el Sudeste, tienen paisajes caracterizados por la presencia de encinos, magnolios, enredaderas de jazmines de Carolina, y cornos florecientes. Otro ambiente común son los pantanos y ciénagas de la costa del golfo de México, sobre todo en Luisiana. El Sur es una víctima del kudzu, una invasiva enredadera de rápido desarrollo que cubre grandes extensiones de tierra y mata la vida vegetal indígena. El kudzu es un problema particularmente grande en regiones de Misisipi, Alabama y Georgia.

## Historia
La cultura predominante del sur tiene sus orígenes en el establecimiento en la región de colonos británicos. En el siglo XVII, la mayoría eran de origen inglés quienes se asentaron sobre todo en las regiones costeras del Sur, pero en el siglo XVIII, grandes grupos de escoceses y escoceses del Úlster (más tarde llamados escoceses-irlandeses) se instalaron en los Apalaches y el Piamonte estadounidense. En un censo tomado en el 2000 de los estadounidenses y sus ascendencias autoproclamadas, las áreas donde la gente proclama ascendencia 'estadounidense' eran los sitios donde, históricamente, muchos Protestantes escoceses-irlandeses así como muchos pobladores ingleses se instalaron en América: el interior así como algunas áreas costeras del Sur, y la región de los Apalaches. Se cree que el número de escoceses estadounidenses en la región podrían ser 20 millones y escoceses-irlandeses estadounidenses 27 millones. Esta gente se ocupó en guerras endémicas, comercio, e intercambios culturales con los indígenas americanos ya en la región (como los indios de Creek y Cheroqui). Después de 1700, grandes grupos de esclavos africanos fueron introducidos para trabajar en las grandes plantaciones que dominaron la agricultura de exportación, cultivando el tabaco, el arroz y el añil. El algodón se hizo dominante después de 1800. La explosión del cultivo de algodón creó «la institución peculiar» de la esclavitud una parte integrante de la economía del Sur a principios del siglo XIX.
La universidad más antigua del Sur, la College of William and Mary, fue fundada en 1693 en Virginia; promovió la enseñanza de la economía política y educó a los futuros Presidentes estadounidenses Jefferson, Monroe y Tyler, todos de Virginia. En efecto, toda la región dominó la política en la era del First Party System (Primer Sistema de Partidos): por ejemplo, cuatro de los cinco primeros presidentes —Washington, Jefferson, Madison y Monroe— eran de Virginia.
Dos importantes cuestiones políticas acontecieron en la primera mitad del siglo XIX causaron la alineación política a lo largo de las líneas fronterizas, reforzando las identidades del Norte y Sur como regiones distintas con claros intereses fuertemente opuestos y que alimentaron los argumentos sobre los derechos de los estados que culminaron en la secesión y la Guerra Civil. Una de estas cuestiones concernía a las tarifas protectoras decretadas para ayudar al crecimiento del sector industrial, principalmente en el Norte. En 1832, en oposición a la legislación federal que aumentaba las tarifas, Carolina del Sur aprobó una ordenanza de anulación, un procedimiento por el cual un estado deja sin efecto una ley Federal. Poco después una flotilla naval fue enviada al puerto de Charleston, y la amenaza de tropas de tierra que desembarcaron fue utilizada para imponer el cobro de tarifas. Se alcanzó un compromiso por el cual las tarifas serían gradualmente reducidas, pero el argumento subyacente sobre los derechos de los estados siguió incrementándose en las décadas siguientes.
La segunda cuestión concernió la esclavitud, principalmente la pregunta de si la esclavitud estaría permitida en estados recién admitidos. La cuestión fue tratada con delicadeza por compromisos políticos diseñados para equilibrar el número de estados «libres» y «esclavos». Sin embargo, la cuestión surgió de nuevo de forma más virulenta, en torno a la época de la Intervención estadounidense en México, que aumentó los intereses en juego añadiendo nuevos territorios principalmente en el lado sur de la línea geográfica imaginaria de división.

### Guerra Civil
Hacia 1855, el Sur perdía el poder político con el Norte más populoso y fue encerrado en una serie de batallas constitucionales y políticas con el Norte en cuanto a los derechos de los estados y el estado de la esclavitud en los territorios. El presidente James K. Polk impuso un régimen de tarifas bajas al país (la denominada Walker Tariff de 1846), que enfadó a industriales de Pensilvania, y bloqueó la financiación federal propuesta de carreteras nacionales y mejoras de los puertos. Una vez que el Norte subió al poder en 1861, muchos habitantes del Sur sintieron que era el momento de separarse de la Unión.
Siete estados del algodón decidieron la secesión después de la elección de Abraham Lincoln en 1860. Estos estados formaron los Estados Confederados de América. En 1861, se les unieron cuatro estados más. El gobierno de los Estados Unidos rechazó reconocer a los estados que se separaron como un nuevo país y manteniendo operativo hasta el último segundo su último fuerte en el Sur, que la Confederación capturó en abril de 1861 en la batalla de Fort Sumter, en el puerto de Charleston, provocando la Guerra Civil. En los siguientes cuatro años de guerra, el Sur fue el principal campo de batalla, donde todas excepto dos de las batallas principales ocurrieron en suelo del Sur. La Confederación mantuvo un régimen de tarifas bajas para las importaciones europeas, pero impuso un nuevo impuesto a todas las importaciones del Norte. El bloqueo del ejército de la Unión impidió que la mayor parte del comercio entrara en el Sur, por lo que los impuestos Confederados apenas importaron. El sistema de transporte del Sur dependió principalmente del tráfico fluvial y costero por barco; ambos fueron cerrados por la Marina de Unión. El pequeño sistema de ferrocarril prácticamente sufrió un colapso, de modo que hacia 1864 los viajes internos eran tan difíciles que la economía Confederada fue mutilada.
La Unión (así llamados porque luchaban por los Estados Unidos) finalmente derrotó a los Estados Confederados de América (nombre formal de los estados confederados del sur durante la Guerra Civil). El Sur sufrió mucho más que el Norte, principalmente porque la guerra se desarrolló casi por completo en el Sur. Aproximadamente, la Confederación sufrió 95 000 bajas en combate y 165 000 que murieron de enfermedad, lo que hace un total de 260 000 muertes, de una población blanca total en el Sur en aquel momento de alrededor de 5,5 millones. Basándonos en los datos del censo de 1860, el 8 % de todos los varones blancos entre trece y cuarenta y tres años de edad murió en la guerra, incluyendo el 6 % en el Norte y el extraordinario 18 % en el Sur. Sin embargo, el número de bajas del Norte superaron a las del Sur.

### Reconstrucción
Después de la Guerra Civil, el Sur fue en gran parte devastado en términos de población, infraestructura y economía. La república también se encontraba a sí mismo en Reconstrucción, con tropas militares en el control político directo del Sur. Muchos habitantes blancos del Sur que habían apoyado activamente a la Confederación perdieron muchos de los derechos básicos de la ciudadanía (como la capacidad de votar) mientras que con la promulgación Decimotercera Enmienda (que proscribió la esclavitud), la Decimocuarta Enmienda (que concedió la ciudadanía estadounidense plena a los afroamericanos) y la Decimoquinta Enmienda (que amplió el derecho de voto a varones negros), los afroamericanos en el Sur comenzaron a disfrutar de más derechos de los que nunca habían tenido en la región.
Carpetbaggers del Norte vinieron al Sur para participar en la política y los negocios. Algunos eran representantes del Freedmen's Bureau y otras agencias de la Reconstrucción; otros eran humanitarios con la intención de ayudar a la gente negra; y algunos eran aventureros que esperaban beneficiarse a través de métodos cuestionables. Aquellos políticos oportunistas que eran poco escrupulosos vinieron para manipular el voto negro y en algunos casos para establecer gobiernos deshonestos.
En la década de 1890, sin embargo, un contragolpe político contra estos derechos se había desarrollado en el Sur. Las organizaciones como el Ku Klux Klan —una organización clandestina creada para perpetuar la supremacía blanca— usando linchamientos, y otras formas de violencia e intimidación para impedir a los afroamericanos ejercer sus derechos políticos (las famosas incineraciones de cruces no se convirtieron en un ritual del Klan hasta la aparición del Segundo Ku Klux Klan en la década de 1920), mientras las leyes de Jim Crow fueron creadas para hacer legalmente la misma cosa. No sería hasta finales de la década de 1960 que estos cambios serían deshechos por el Movimiento por los derechos civiles en los Estados Unidos.

### SigloXX
El primer pozo de petróleo importante en el Sur fue perforado en Spindletop cerca de Beaumont (Texas), durante la mañana del 10 de enero de 1901. Otros yacimientos petrolíferos fueron descubiertos más tarde cerca en Arkansas, Oklahoma, y bajo el golfo de México. El resultante «boom del petróleo» transformó permanentemente la economía de los estados de la Región Central Sudoeste y condujo a la primera expansión económica significativa después de la Guerra Civil.
La economía, que en su mayor parte todavía no se había repuesto de la Guerra Civil, fue asestada por un golpe doble: por la Gran Depresión y las Dust Bowl (una serie de tormentas de polvo que causaron un gran daño ecológico y agrícola en tierras de las praderas estadounidenses y canadienses en los años 1930). Después de la Caída de Wall Street de 1929, la economía sufrió significantes reveses y se perdieron millones. Entre 1934 y 1939, un desastre ecológico de fuertes vientos y sequía causó un éxodo de Texas y Arkansas, la región de Panhandle en Oklahoma y las llanuras circundantes, en las cuales más de 500 000 estadounidenses quedaron sin hogar, hambrientos y desempleados. Miles de personas dejaron la región para siempre para buscar oportunidades económicas a lo largo de la Costa Oeste.
Casi todos los habitantes del sur, blancos y negros, sufrieron a consecuencia de la Guerra Civil. Con la región devastada por su pérdida y la destrucción de su infraestructura civil, la mayor parte del Sur era generalmente incapaz de recuperarse económicamente hacia el final de la Segunda Guerra Mundial. El Sur fue señalado por el presidente Franklin Delano Roosevelt como «la prioridad número uno» en términos de necesidad de ayuda durante la Gran Depresión, instituyendo programas como la Tennessee Valley Authority en 1933. Bloqueado por la agricultura de baja productividad, el crecimiento de la región fue ralentizado por el limitado desarrollo industrial, los bajos niveles de espíritu emprendedor, y la carencia de inversiones de capital.
La Segunda Guerra Mundial marcó una época de cambio en el Sur. Nuevas industrias y bases militares se montaron en muchas áreas de la región que proporcionaron el necesitado capital y e infraestructuras. Gente de todas las partes de los EE. UU. vino al Sur para su formación militar en las bases y trabajar en las nuevas industrias. La agricultura pasó del algodón y el tabaco para incluir soja, maíz, y otros alimentos. Este crecimiento aumentó en 1960 y se aceleró enormemente en los años 1980 y los años 1990. Grandes áreas urbanas con las más de 4 millones de personas se elevaron en Texas, Georgia, y Florida. La rápida extensión en industrias como automóviles, telecomunicaciones, tejidos, tecnología, banca, y aviación dio a algunos estados del Sur fuerza industrial para rivalizar con grandes estados de otras partes del país. Según el censo de los Estados Unidos del 2000, el Sur (junto con el Oeste) lideraba la nación en el crecimiento demográfico. Sin embargo, con este crecimiento vinieron serios problemas de contaminación del aire en ciudades como Dallas, Houston, Atlanta, Miami, Austin, Charlotte, y otras ciudades.

### Pobreza
El Sur ha sido históricamente perjudicado desde el punto de vista económico cuando lo comparamos con los Estados Unidos en conjunto. Después de la Guerra Civil, casi la totalidad de la infraestructura económica de la región estaba en ruinas. La agricultura había sido la base de la economía del Sur, y, entonces, con la aprobación de la Decimotercera Enmienda (que proscribió la esclavitud), con recursos que no podían ser cultivados y cosechados eficazmente, finalmente dejó a muchos dueños de plantaciones de toda la región en la pobreza. Además, dado que por entonces había pocos negocios industriales localizados en el sur, no había muchas otras fuentes de ingresos posibles.
Los antiguos esclavos eran también víctimas de esta situación, puesto que no tenían ninguna formación o experiencia en algo que no fuera la agricultura de plantación, y el trabajo no agrícola era escaso.
Después de la Segunda Guerra Mundial, y el desarrollo del Sistema Interestatal de Autopistas, el Sur resultó atractivo para industrias y negocios de otras partes del país, en particular de la Región Nordeste y los Grandes Lagos. Por ello, los índices de pobreza y paro disminuyeron. Programas federales como la Appalachian Regional Commission también contribuyeron al crecimiento económico.
Mientras la mayor parte del Sur de los Estados Unidos ha avanzado considerablemente desde la Segunda Guerra Mundial, la pobreza todavía persiste en algunas áreas. Zonas como el Black Belt (Cinturón Negro), el este de Kentucky y áreas del sur de Virginia Occidental en los Apalaches, y la zona fronteriza mexicana a lo largo del río Grande en Texas componen lo peor de pobreza en el Sur actual.

## Cultura
De todas las regiones de los Estados Unidos el Sur es la más distinta, tanto en las mentes de sus habitantes como en las de los de las demás partes del país. Según la actitud de cada uno, y quizás de su latitud, el Sur y la «idea» del Sur son o han sido temidos, reverenciados, odiados, amados, y estereotipados, para bien o para mal. Es desdeñado por unos, y un objeto de intensa proximidad y lealtad para otros. Algunos nacidos en el Sur rechazan su historia y herencia, mientras que hay muchos norteños trasladados al Sur que declararán francamente que nunca volverían, jamás, a los climas más fríos (tanto literal como metafóricamente) de los que vinieron.
En conjunto el Sur se mantiene con un cierto separatismo del resto del país. Quizás podría resumirse bien leyendo ciertos pasajes del libro de Tim Jacobson «Heritage of the South» («La Herencia del Sur»). Jacobson escribió:

«More than any other part of America [United States], the South stands apart...Thousands of Northerners and foreigners have migrated to it...but Southerners they will not become. For this is still a place where you must have either been born or have "people" there, to feel it is your native ground. Natives will tell you this. They are proud to be Americans, but they are also proud to be Virginians, South Carolinians, Tennesseans, and Texans. But they are conscious of another loyalty too, one that transcends the usual ties of national patriotism and state pride. It is a loyalty to a place where habits are strong and memories are long. If those memories could speak, they would tell stories of a region powerfully shaped by its history and determined to pass it on to future generations».
«Más que cualquier otra parte de los Estados Unidos, el Sur permanece aparte... Miles de norteños y extranjeros han emigrado a él ...pero nunca se harán sureños. Por ello es todavía un lugar en donde se debe haber nacido o tener "gente" allí, para sentir que es su tierra natal. Los naturales le dirán esto. Están orgullosos de ser estadounidenses, pero también están orgullosos de ser de Virginia, Carolina del Sur, Tennessee o Texas. Pero también son conscientes de otra lealtad, una que supera los lazos habituales del patriotismo nacional y el orgullo estatal. Es una lealtad a un lugar donde las costumbres son fuertes y las memorias largas. Si esas memorias pudieran hablar, contarían historias de una región poderosamente formada por su historia y decidida a pasarla a las futuras generaciones».

O, como Florence King dice en su libro «Southern Ladies and Gentlemen» («Damas y Caballeros del Sur»),

Put a fence around the South and you'd have one big madhouse.
Ponga una cerca alrededor del Sur y tendrá un gran manicomio.

La cultura del Sur ha sido y permanece por lo general más socialmente conservadora que la del resto del país. A causa del papel central de la agricultura en la economía prebélica, la sociedad permaneció estratificada acorde a la propiedad de tierras. Las comunidades rurales a menudo desarrollaban un fuerte apego a sus iglesias como principal institución de la comunidad.
A menudo se bromea acerca del estilo de vida del Sur, sobre todo en el Sur profundo. Los sureños a menudo son vistos por lo general como más despreocupados y relajados hasta en situaciones tensas. Por supuesto, es un estereotipo, y no siempre es así. Pero, tradicionalmente, el estilo de vida del sur es visto con un ritmo más lento sobre todo en áreas rurales. Los habitantes del sur también son estereotipados como reticentes al cambio, sobre todo de círculos sociales, y peculiares. Los habitantes del sur también tienen la reputación de ser muy corteses y de buenos modales y particularmente agradables con los visitantes; esta característica ha sido etiquetada como «hospitalidad sureña».

### Dialecto sureño

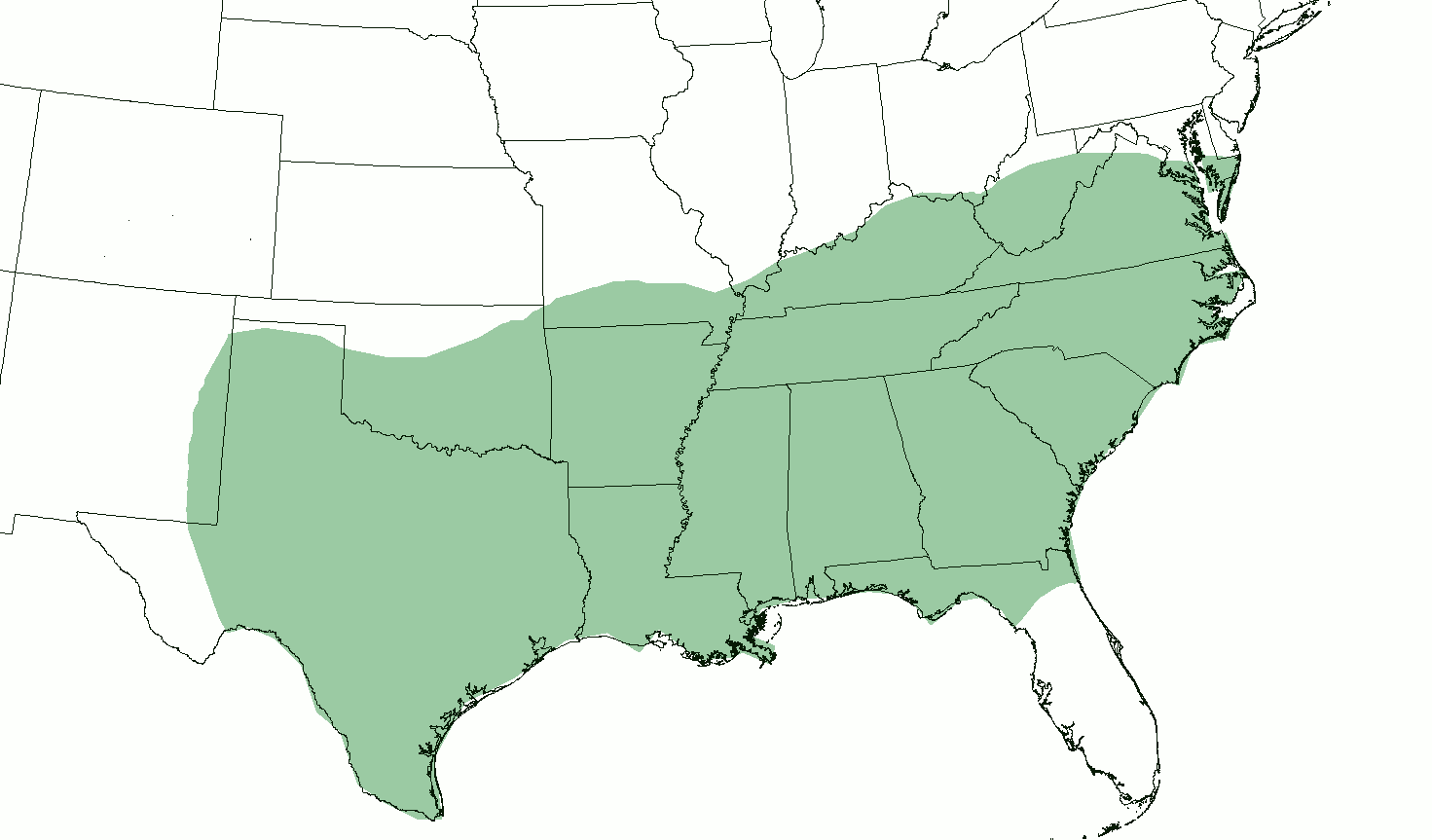
Expansión aproximada del inglés sureño estadounidense, basado en varios estudios dialécticos.

Fusión de pronunciación de las palabras pin y pen en inglés sureño. Las áreas pintadas de morado señalan los lugares en donde se completó la fusión de ambos sonidos en la mayoría de los hablantes. Basado en Labov, Ash y Boberg 2006: 68.

El inglés sureño estadounidense es un grupo de dialectos del idioma inglés hablados en los estados sureños de Estados Unidos, desde Virginia Occidental y Kentucky hasta la Costa del Golfo, y desde la costa del Atlántico Medio hasta la mayor parte de Texas y Oklahoma
Los dialectos sureños compen el grupo de acentos más grande del país. El inglés sureño estadounidense puede dividirse en varios subdialectos con diferentes acentos según las regiones. El inglés afroestadounidense vernáculo tiene similitudes con el dialecto sureño debido a los fuertes lazos históricos de los afroestadounidenses en la región.
Se dice que los sureños suelen ser rápidamente reconocidos por otros estadounidenses por su habla, tanto por sus acentos y jergas. Sin embargo, no hay un solo «acento sureño», sino que hay varios dialectos hablados a lo largo de la región. El inglés sureño estadounidense puede dividirse en varios subdialectos, los cuales poseen diferencias en el habla entre, por ejemplo, el dialecto de la región apalache y el «país bajo» costeño en Charleston (Carolina del Sur). Desde la década de 1920, los folkloristas defienden que, debido al aislamiento de la región, las características lingüísticas apalaches se aproximaban al inglés del siglo XVI comparado con el resto de dialectos del país.
Aunque se mantienen algunos rastros lingüísticos africanos en el inglés afroestadounidense vernáculo, hay ciertos grupos dialectales netamente africanos en la región sur, siendo el idioma gulá el más conocido de ellos.
El idioma gulá aún se habla por algunos afroestadounidenses en el País bajo de Carolina del Sur, Georgia y el noreste de Florida, mayormente por ancianos. También llamado geechee en Georgia, surgió una fuerte cultura africana con el idioma debido al aislamiento de los africanos en grandes comunidades y la continua importación de esclavos de los mismos lugares de África. Ya que los esclavos que trabajaban en grandes plantaciones no eran perturbados por los blancos, el gulá surgió como una lengua criolla con características africanas. Además, las personas de aquellas comunidades mantuvieron varias de estas características por medio de rituales religiosos, la gastronomía y prácticas culturales similares, todas ellas influenciadas por los nuevos ambientes de las colonias. Otros grupos dialectales afroestadounidenses menos conocidos son los aquellos hablados por los negros rurales que habitan en la cuenca del Misisipí y en la comunidad africana de Mobile (Alabama), siendo esta última donde fue abandonado en 1860 el último barco conocido en transportar esclavos a América.
Existen varios otros enclaves lingüísticos únicos en el sur de Estados Unidos, siendo algunos de ellos el de la isla Tangier en Virginia y en la zona de los Bancos Externos de Carolina del Norte, en donde algunos académicos sostienen que se mantiene un dialecto inglés peculiar del periodo colonial. El dialecto de Nueva Orleans o yat es similar a los dialectos de los puertos del noreste del país debido a la llegada de inmigrantes alemanes e irlandeses que influenciaron el habla local, una situación similar al del noreste.[cita requerida] Varias personas[¿quién?] están familiarizadas con el francés cajún que se habla en la mitad sur del estado de Luisiana.
Otros idiomas distintivos del estado son el francés cajún y el español isleño (véase dialecto canario).
En la región sur, también se hablan varios idiomas indígenas de las familias nativas muskogueana, caddoana, siux, iroquesa, algonquina, yuchi, chitimacha, natchez, tunica, adai, timucua y atákapa. El registro histórico parece indicar una gran diversidad lingüística (igual que en California) aunque la mayor parte de los idiomas mencionados no fueron documentados. Muchos idiomas del sureste se extinguieron y todos son idiomas amenazados. La influencia de los idiomas nativos llegó al desarrollo de variedades indígenas del inglés.

### Gastronomía
Además de la lingüística, la cocina del Sur a menudo es descrita como uno de sus rasgos más distintivos. Pero tal como la historia y la cultura varían a lo largo de la amplia región conocida como el Sur, la cocina tradicional varía también. En tiempos modernos, hay poca diferencia entre la dieta típica de los Sureños y la dieta en otras regiones de los Estados Unidos, pero el Sur muestra múltiples influencias culinarias únicas para formar sus comidas «tradicionales». «La cocina del Sur» también proporciona algunos de los mejores ejemplos de la cocina típica estadounidense —es decir alimentos y estilos que nacieron en los Estados Unidos que la diferencian de las adoptadas de otros lugares—.
La comida más comúnmente asociada con el término «comida del Sur» a menudo es llamada «soul food» y se caracteriza por el uso abundante de grasas y mantecas ricos en calorías. Este estilo se atribuye a menudo a la influencia de la población de esclavos afroamericanos aunque muestra una mezcla de influencias africanas así como americana indígena, irlandesa-escocesa, y otras. Pollo frito Sureño, verduras cocinadas con grasa y manteca, guisantes de ojos negros, cornbread, y las galletas son solo unos ejemplos de alimentos típicos en esta amplia categoría.
La barbacoa es una comida típicamente asociada con el Sur, sin embargo debería tenerse en cuenta que es muy apreciada y común también en todo el Medio Oeste. Consiste en carne que ha sido lentamente cocinada y abundantemente sazonada, se caracteriza por las grandes diferencias regionales en preferencias y estilo. En Texas está a menudo basada en carne de vaca, mientras que en Carolina del Norte está basada típicamente en carne de cerdo y adicionalmente subdividida en estilos de Carolina del Este y del Oeste. Carolina del Sur tiene una distintiva salsa basada en la mostaza que es única en las regiones centrales. Kansas City (Misuri) y Memphis también son considerados centros de la barbacoa, usando múltiples estilos en diferentes áreas. El oeste de Kentucky también es conocido por su barbacoa, con Owensboro como sede del Festival Internacional Bar-B-Q el segundo fin de semana de mayo.
La historia única de Luisiana y el «Delta del Misisipi» (sección al noroeste del estado de Misisipi que está situada entre los ríos Yazoo y Misisipi) proporciona un estilo culinario también único. La gastronomía Cajún y criolla se desarrolló de la amplia mezcla de influencias culturales en esta área —incluida acadia, africana, caribeña, francesa, indígena y española—.
Texas y su proximidad e historia compartida con México ayudaron al nacimiento de la moderna cocina Tex-Mex.
Como en la mayor parte de Estados Unidos, una amplia variedad de cocinas de otros orígenes está actualmente disponible en todas las partes del Sur, como la gastronomía china, italiana, francesa, de Oriente Medio, tailandesa, japonesa e hidú así como restaurantes que todavía sirven especialidades principalmente del Sur, llamados establecimientos de «cocina casera».

### Literatura
Quizás el escritor más famoso del sur fue William Faulkner, que ganó el Premio Nobel de Literatura en 1949, y el Premio Pulitzer en 1955 por su novela Una fábula. Faulkner trajo nuevas técnicas, como la corriente del conocimiento y técnicas de narrativa complejas, a la escritura estadounidense (como en su novela Mientras agonizo).
Otros escritores del Sur famosos incluyen a Mark Twain (cuyas Las aventuras de Huckleberry Finn y Las aventuras de Tom Sawyer son dos de los libros más leídos sobre el Sur), Zora Neale Hurston, Eudora Welty, Thomas Wolfe, William Styron, Flannery O'Connor, Carson McCullers, James Dickey, Willie Morris, Tennessee Williams, Truman Capote, Walker Percy, Barry Hannah, Robert Penn Warren, Cormac McCarthy, James Agee y Harry Crews.
Posiblemente la novela sobre el Sur más famosa del siglo XX sea Lo que el viento se llevó de Margaret Mitchell, publicada en 1936. Otra famosa novela del sur, Matar un ruiseñor de Harper Lee, ganó el Premio Pulitzer después de su publicación en 1960.

### Cine
El Sur ha contribuido con algunas de las más apreciadas y económicamente rentables películas de todos los tiempos, incluyendo Lo que el viento se llevó (1939) y Smokey and the Bandit (1977). Algunas películas importantes han sido filmadas en Memphis (Tennessee) en años recientes, incluidas Mystery Train (1989), Great Balls of Fire! (1989), Memphis Belle (1990), The Silence of the Lambs (1991), La Tapadera (1993), Forrest Gump (1994), The People vs. Larry Flynt (1996), The Rainmaker (1997), Náufrago (2000), 21 gramos (2003), Hustle & Flow (2005), Walk the Line (2005), El lamento de la serpiente negra (2007) o No Country for Old Men (2007).
El segundo estudio más grande en los Estados Unidos, EUE Screen Gems, está localizado en Wilmington (Carolina del Norte). Durante los últimos 20 años, muchas películas y programas de televisión se han realizado en localizaciones en el este de Carolina del Norte.
Varios festivales de cine, especialmente el festival de música y arte South by Southwest en Austin (Texas) y el Full Frame Documentary Film Festival, en Durham (Carolina del Norte), se llevan a cabo en la región.

## Principales ciudades del Sur
| Puesto | Ciudad       | Estado             | Población estimada (1 de julio de 2006) |
| ------ | ------------ | ------------------ | --------------------------------------- |
| 1      | Houston      | Texas              | 2 144 491                               |
| 2      | San Antonio  | Texas              | 1 296 682                               |
| 3      | Dallas       | Texas              | 1 232 940                               |
| 4      | Jacksonville | Florida            | 794 555                                 |
| 5      | Austin       | Texas              | 709 893                                 |
| 6      | Memphis      | Tennessee          | 670 902                                 |
| 7      | Fort Worth   | Texas              | 653 320                                 |
| 8      | Baltimore    | Maryland           | 631 366                                 |
| 9      | Charlotte    | Carolina del Norte | 630 478                                 |
| 10     | El Paso      | Texas              | 609 415                                 |

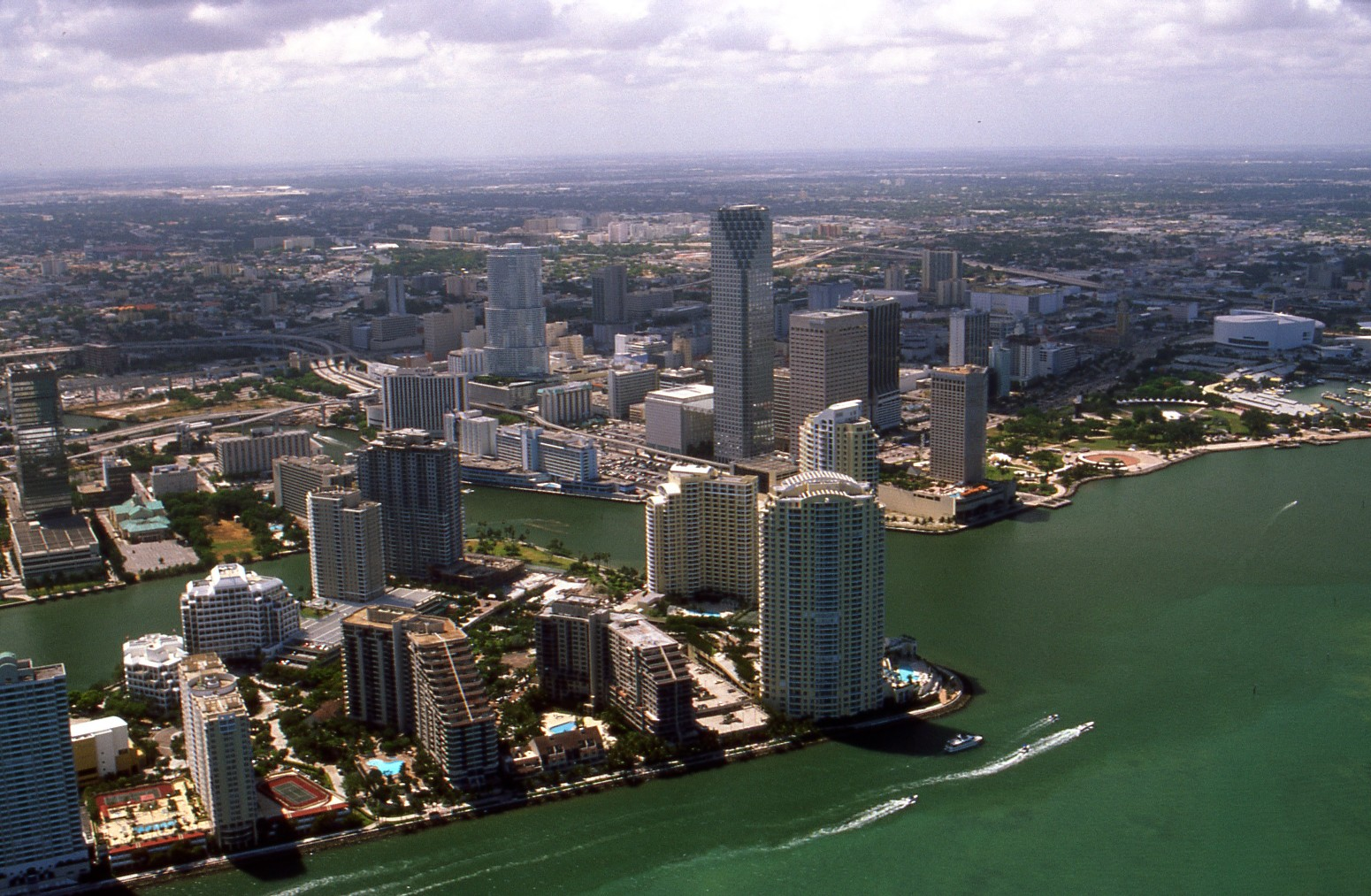
Miami, Florida
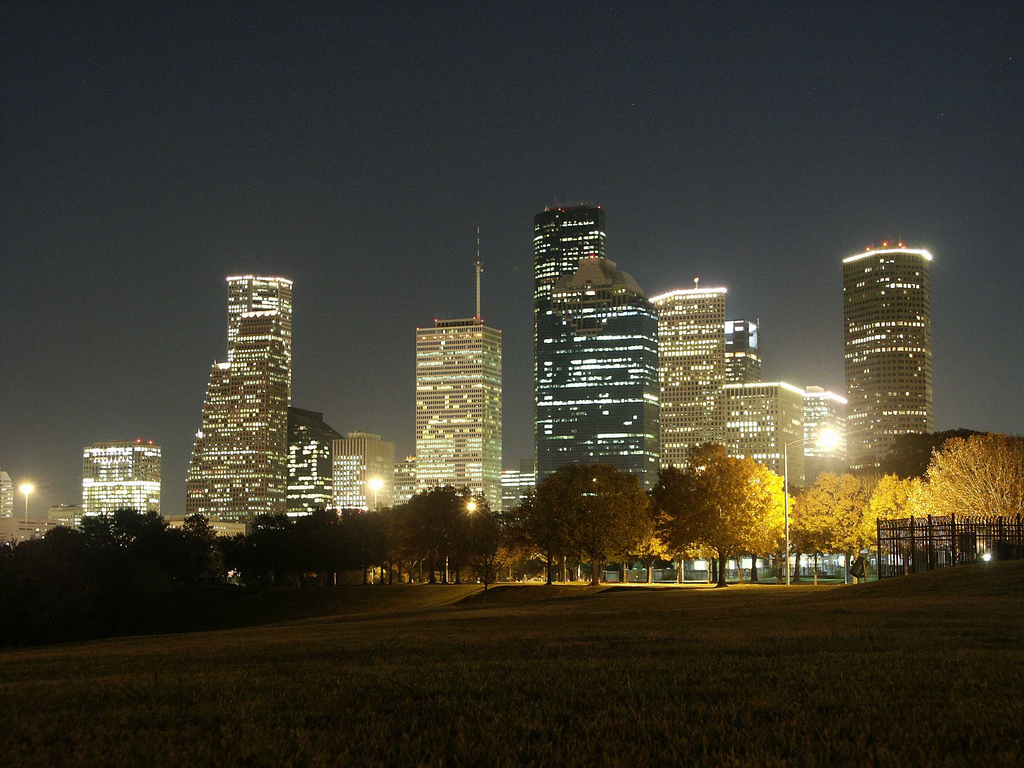
Houston, Texas
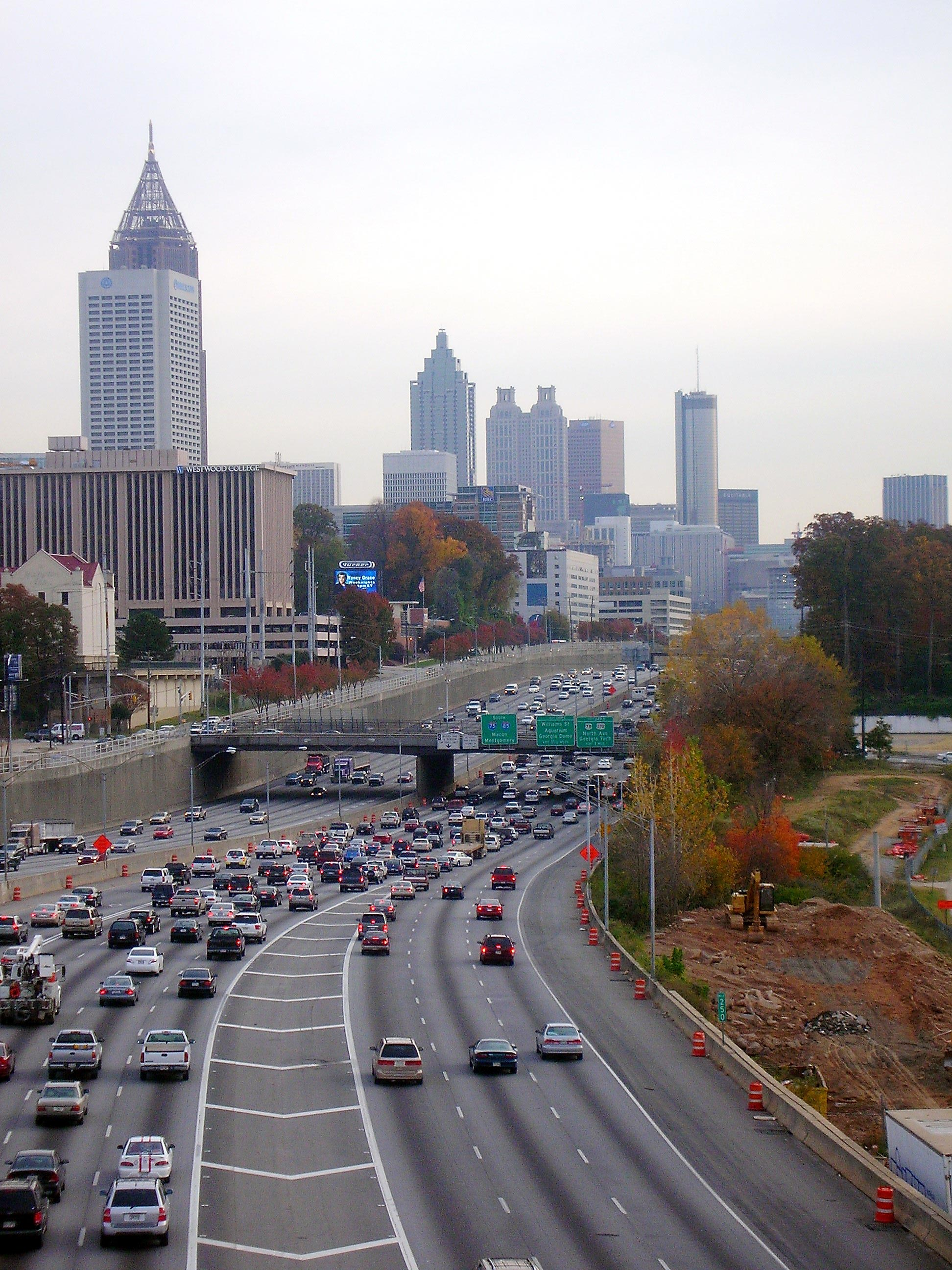
Atlanta, Georgia
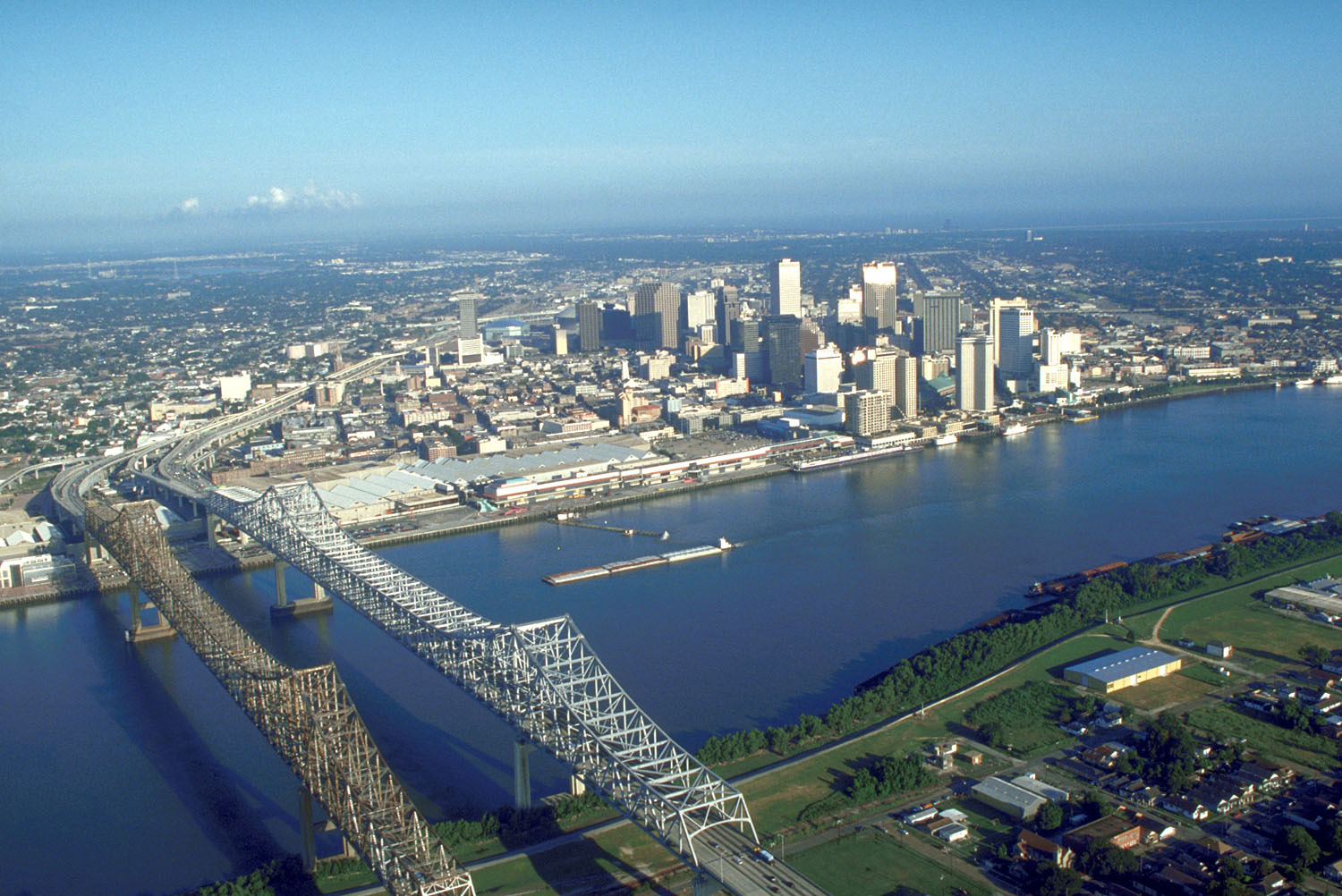
Nueva Orleans, Luisiana
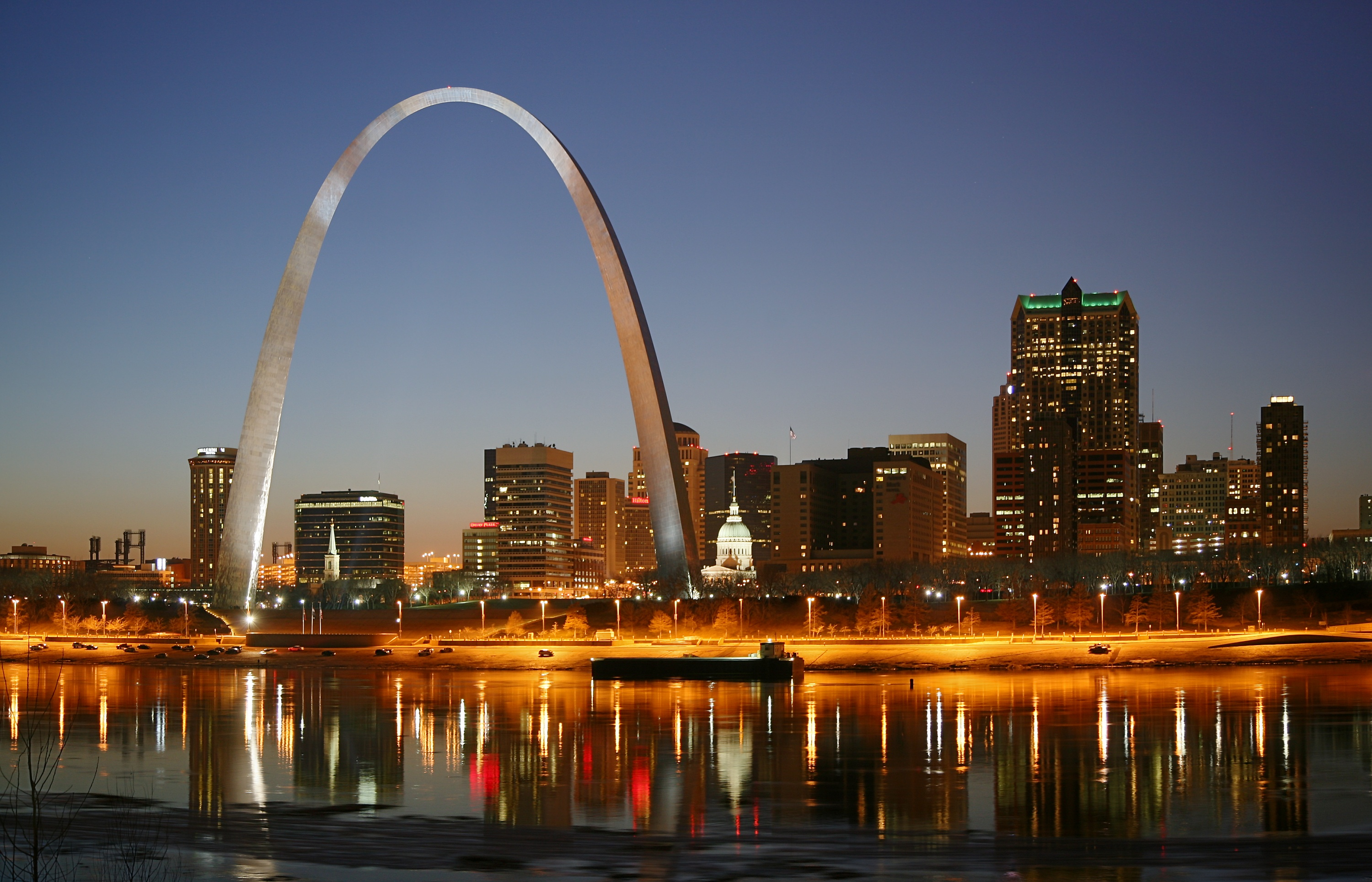
San Luis, Misuri
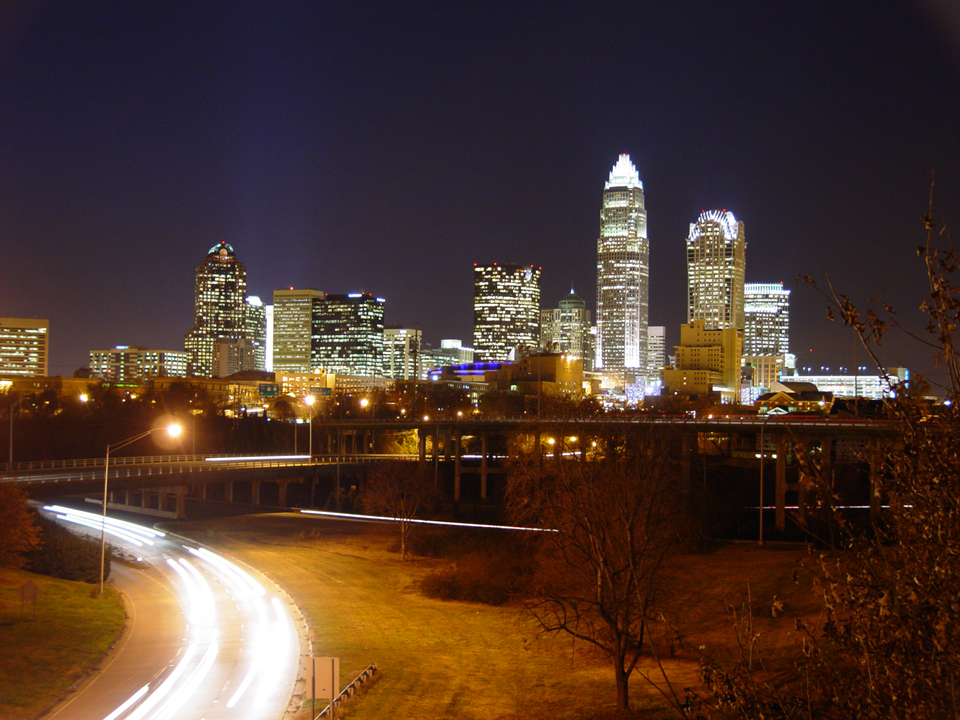
Charlotte, Carolina del Norte
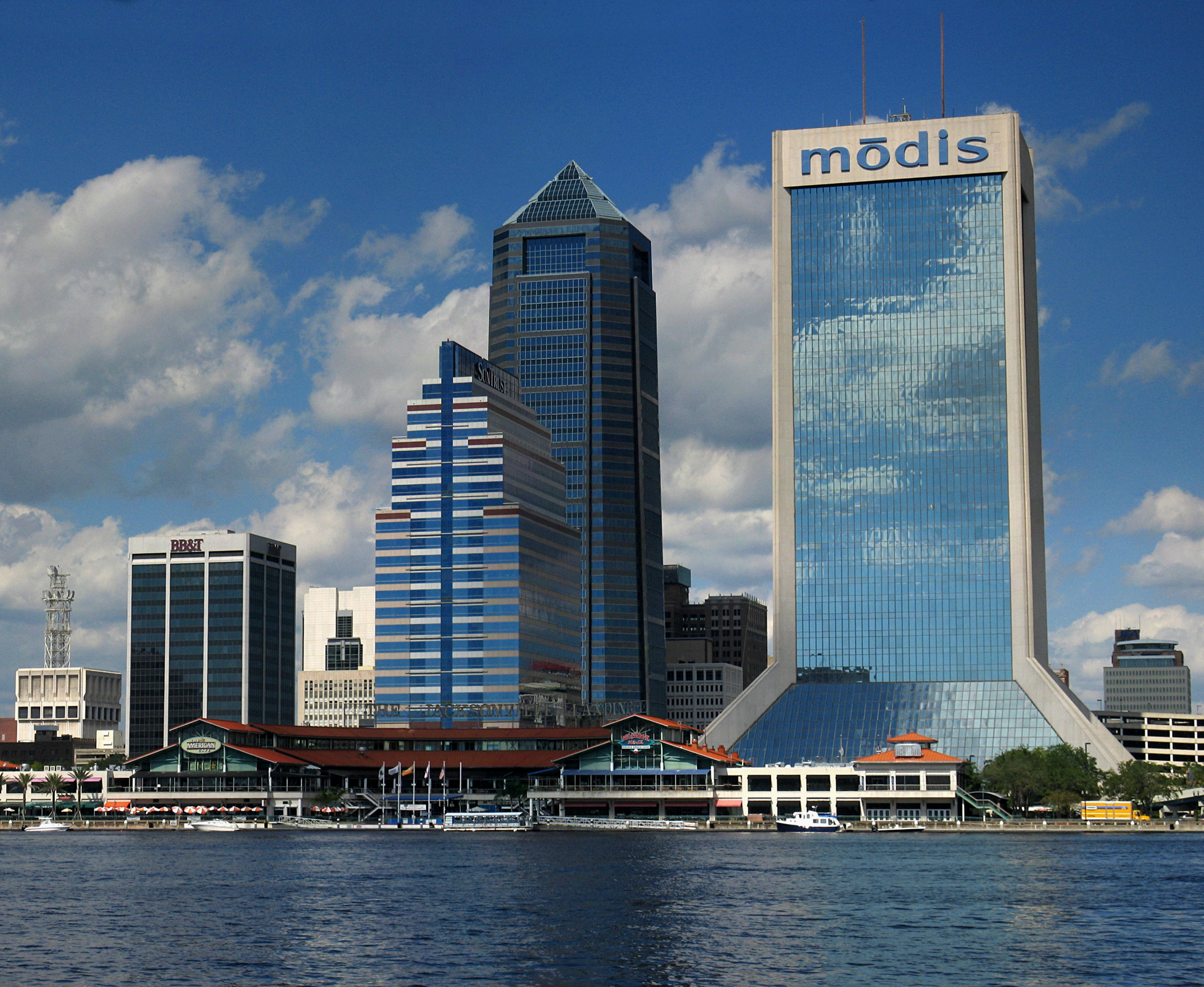
Jacksonville, Florida